# 謝斯基·基比迪

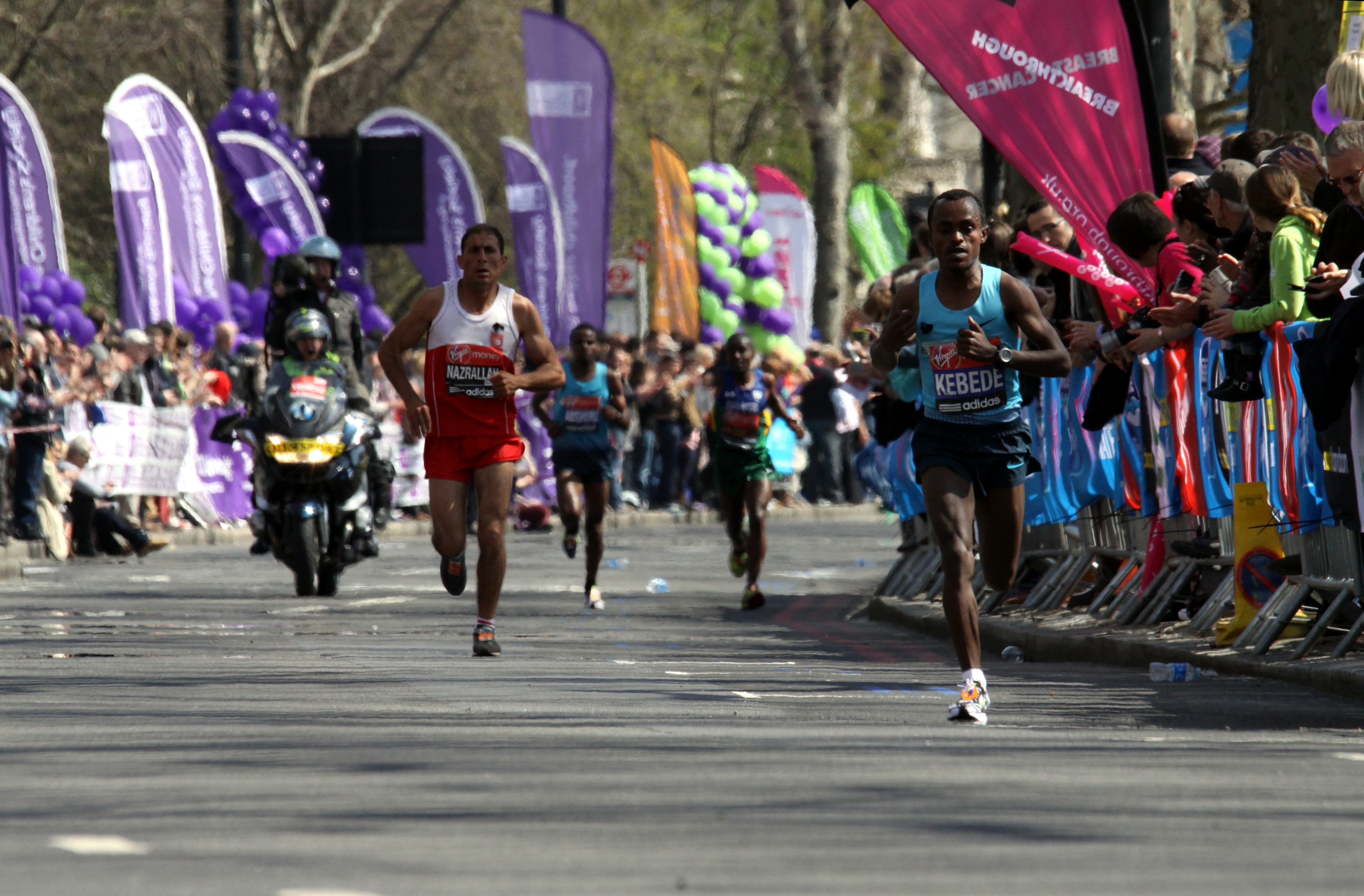
謝斯基·基比迪於2013年倫敦馬拉松比賽中，攝於2013年4月21日英國倫敦

謝斯基·基比迪（阿姆哈拉語：ፀጋየከበደዎርዶፋ，1987年1月15日—）是衣索比亞長跑運動員，同時也參與如馬拉松等公路路跑（Road running）活動。自從2007年在阿姆斯特丹馬拉松（Amsterdam Marathon）首次參與競賽後，很快地便成為了受到關注的頂尖運動員之一。之後他於第二年開始展開其職業運動生涯並陸續贏得巴黎馬拉松（Paris Marathon）和福岡國際馬拉松（福岡国際マラソン）等競賽，最後在2008年於北京舉辦的夏季奧林匹克運動會上奪得銅牌。
2009年時基比迪更加確立其為衣索比亞頂尖運動員之一的地位，其中在當年度倫敦馬拉松中獲得銀牌，而在首次參與世界田徑錦標賽後則同樣在馬拉松項目中獲得銀牌。2009年年底基比迪在福岡國際馬拉松比賽中奪得第一名，並且創下在日本所舉辦的馬拉松競賽中速度最快的紀錄。之後他在2010年倫敦馬拉松競賽中贏得第一座世界馬拉松大賽（World Marathon Majors）冠軍，而在2013年倫敦馬拉松中又再度獲得冠軍地位。

## 早年
謝斯基早年生活在衣索比亞的貧窮大家庭中，他在家裡13個孩子中排列第五名。早年住在阿迪斯阿貝巴以北40公里的（Gerar Ber）的小鎮，平常以蒐集柴火販賣、幫忙驅趕牲畜等來彌補父親收入的不足，以支付自己的教育金費以及家人生活的開銷。這使得他每天只吃一頓飯，並且努力賺取平均一天約2.50衣索比亞比爾（0.3美元）的收入。謝斯基自8歲開始便常常在無聊時以跑步消磨時間，一直到2006年在參加阿迪斯阿貝巴舉辦的半程馬拉松時其潛能才被人發現，田徑教練格塔內·泰西瑪（Getaneh Tessema）提供機會讓謝斯基與他底下的訓練團隊共同練習。
之後幾天他參加了10公里計時比賽且擊敗了除大衣索比亞路跑賽（Great Ethiopian Run）冠軍德里巴·梅加（Deriba Merga）以外的參賽選手，並在幾個月則贏得阿比比·比基拉國際馬拉松（Abebe Bikila International Marathon）大賽，不過在前往海外出賽時一度遭遇簽證問題。2007年時謝斯基參加了阿姆斯特丹馬拉松（Amsterdam Marathon），這也是其第一次參與國外舉辦的國際馬拉松比賽，並且以新創下個人生涯紀錄的2時8分16秒成績而排列第八名。儘管未能登上頒獎臺臺上領獎，然而這次比賽奠定其在衣索比亞頂級馬拉松選手的地位，而實際上當年也僅有海勒·基比沙拉錫和德里巴·梅加兩位衣索比亞人能夠跑贏這項成績。

## 競賽
之後為了加入2008年夏季奧林匹克運動會衣索比亞代表團馬拉松比賽隊伍之中，謝斯基開始大量參與各式比賽以建立自己名聲。其中在拉斯海瑪半程馬拉松（Ras Al Khaimah Half Marathon）中僅次於派屈克·馬卡烏·穆斯約基而排名第二，在這場比賽中也以59分35秒拿下個人最佳成績。之後在2008年4月舉辦的巴黎馬拉松（Paris Marathon）賽中則奪得第一名，並且在藉由最後衝刺成功以2時6分40秒的紀錄刷新個人成績。之後一個月他還參與了世界10K班加羅爾（World 10K Bangalore）比賽中拿下第三名，並且獲得了28分10秒的成績。之後海勒·基比沙拉錫宣布基於身體因素不願意參加2008年夏季奧林匹克運動會，這意味著謝斯基·基比迪成為少數幾位能夠幫衣索比亞拿下金牌的人選。
之後其所顯現出來在馬拉松的能力以及參與1年多國際賽事的成績使得21歲的謝斯基得以入圍衣索比亞代表團，並且參與2008年在中華人民共和國北京市舉辦的夏季奧林匹克運動會。謝斯基在男子馬拉松比賽最後400公尺超越德里巴·梅加，並且拿下該年度男子馬拉松的銅牌。同年10月時他則在大北方長跑中（Great North Run）取得第一名，並且同樣以2時6分10秒的成績在福岡國際馬拉松（福岡国際マラソン）中奪得冠軍，而在後者比賽中也打破了山繆爾·萬吉魯（Samuel Wanjiru）創下的秒數成為日本所舉辦之馬拉松競賽中速度最快的紀錄。這些種種優勝的成績，使得謝斯基很快地便在所有馬拉松選手中列為速度第十二快的運動員。
之後在2009年時謝斯基仍然持續活躍，其中在2009年倫敦馬拉松中以2時5分20秒的速度更新個人最佳成績，然而在這場比賽仍然輸給萬吉魯。不過自此謝斯基很快升為排名前十名的馬拉松比賽選手之一，同時也成為僅次於世界紀錄保持者海勒·基比沙拉錫的衣索比亞馬拉松運動員。2009年世界田徑錦標賽時謝斯基入選成為衣索比亞代表隊，並且再次成功超越德里巴·梅加而拿下馬拉松銅牌。而在之後不斷對跑步方式進行改善後於同年年底第二度贏得福岡國際馬拉松冠軍，並且以2時5分18秒的成績同時刷新該次馬拉松與日本所舉辦之馬拉松競賽的最快紀錄。
2010年倫敦馬拉松（2010 London Marathon）中，謝斯基改將目標放在贏過衛冕冠軍山繆爾·萬吉魯身上。儘管在這次比賽中萬吉魯在20公里處便宣布退出，然而謝斯基在跑至30公里的時候一度反被阿布林·奇魯伊（Abel Kirui）超越。然而由於馬拉松速配員（Pacemaker）的協助以及仍保留有衝刺體力，在這場比賽中的謝斯基最後以花費2時5分19秒而奪下冠軍，這也是其為個人生涯排名第二的紀錄。而在2010年10月時舉辦的芝加哥馬拉松中謝斯基更為接近萬吉魯，儘管他妥善利用速配員的特點仍然多次無法在跑過萬吉魯後馬上拉開差距，最後只能以2時6分43秒排名第二位。儘管這次比賽結果使得他不能拿下世界馬拉松大賽（World Marathon Majors）大獎，但是謝斯基仍樂觀地表示：「我很高興這不是終點，我會繼續跑下去。」
而儘管謝斯基希望能在2011年倫敦馬拉松（2011 London Marathon）衛冕，但是在30公里處開始落後跑在前頭的隊伍，最後以2時7分47秒的成績排名第五名。而之後儘管多次拜託基比沙拉錫遊說，謝斯基仍然沒有成為2012年夏季奧林匹克運動會的衣索比亞代表團馬拉松競賽的成員之一。之後在2012年5月舉辦的大曼徹斯特路跑（Great Manchester Run）輸給基比沙拉錫而排名第二，但是謝斯基仍然以27分56秒的成績刷新自己最佳紀錄。之後謝斯基決定參加2012年芝加哥馬拉松（2012 Chicago Marathon）比賽並且以比2010年時更快的速度奪得冠軍，最後在這場比賽中後半部成功拉開與其他參賽者的距離並且創下個人生涯最佳記錄2時4分38秒的成績。
2013年4月謝斯基在倫敦馬拉松比賽35公里處與曾為紀錄保持者的肯亞選手伊曼紐爾·基普車車·穆泰（Emmanuel Kipchirchir Mutai）拉開，最後以2時6分4秒29秒的紀錄奪得冠軍，而這也比因為身體疼痛而減慢速度的亞軍伊曼紐爾·穆泰快43秒。英國《獨立報》便形容謝斯基為「如穿著藍色背心的袖珍戰艦、同時總是抱著拳擊手精神的跑者」，並且讚揚比賽結束時與第二名之間極大的落>。

## 外部連結
- 謝斯基·基比迪在的頁面
- （英文） NOM: Tsegaye Kebede（页面存档备份，存于）